# Classe d'Entrecasteaux
Pour les articles homonymes, voir D'Entrecasteaux et B2M.
La classe d'Entrecasteaux ou bâtiments de soutien et d'assistance outre-mer (BSAOM), nommés bâtiments multi-missions (B2M) jusqu’en janvier 2019, est une classe de navires auxiliaires, développée et produite par Kership, coentreprise créée en 2013 par Piriou (55 %) et Naval Group (45 %). Cette classe porte le nom du navigateur français Antoine Bruny d'Entrecasteaux.

## Caractéristiques
Ces navires auxiliaires ont un déplacement de 1 500 t lège, soit 2 300 t à pleine charge. Deux lignes d'arbre avec hélices à pas variable et un propulseur d'étrave permettent un positionnement dynamique et donc de maintenir leur position, par exemple au cours de la mise à l’eau d’embarcations ou pour stationner dans les zones naturelles protégées sans utiliser les ancres, susceptibles d’endommager les fonds marins. Deux alternateurs attelé aux lignes d’arbres sont secondés par deux diesels-générateurs et un troisième en secours conformément aux normes SOLAS (les B2M sont construits selon la règlementation civile). Un système de secours sur batterie donne 30 minutes d’autonomie pour les systèmes de communication. 
Ils disposent d'une capacité de remorquage de 30 tonnes et peuvent embarquer vingt personnes en cabines, en plus des 23 marins. En cas de besoin, deux salles polyvalentes dotées 20 couchettes rétractables au total, de tables de chaises et de sanitaires peuvent accueillir des commandos, mais aussi des naufragés et même servir d’espace de rétention.
Ils sont dotés d'un pont de 220 m² qui peut accueillir jusqu’à six conteneurs de 20 pieds [EVP], deux véhicules 4x4 ainsi qu’un engin de travaux publics de 12 tonnes. Une grue de levage (12 tonnes à 14 mètres) permet de manipuler les plus de 220 tonnes de fret solide et 200 tonnes fret liquide embarquables.  
Les bâtiments de la classe d’Entrecasteaux mesurent 65 m de long pour 14 m de large, avec un tirant d’eau de 4,20 m. Ils embarquent un chaland de débarquement en aluminium d’environ 9 m [EMBSV] dotée d’une rampe à l’avant, pouvant débarquer 15 personnes sur une plage, du matériel et même des véhicules légers, et dont le tirant d’eau très faible (~40 cm) permet d’accéder aux zones peu profondes et de franchir les récifs coralliens. 
Ils peuvent emporter deux embarcations d’intervention semi-rigides EDO NG, permettant par exemple de déployer une équipe de visite lors d'une opération de police. En 2017, le D’Entrecasteaux intercepte 600 kg de cocaïne en Nouvelle-Calédonie ; en 2019, 240 kg par le Champlain à La Réunion ; en 2024, 524 kg par le Bougainville en Polynésie. En 2017, le D’Entrecasteaux doit effectuer des tirs de semonce pour intercepter des pêcheurs illégaux.
Les B2M sont, aussi, conçus pour la projection intra-théâtre d’une petite force avec son matériel (l’armement pouvant être stocké dans une vaste soute à munitions) et des véhicules légers. Ils peuvent accueillir trois ECUME NG (manutentionnées avec la grue). Pour leur autodéfense, ils disposent sur chaque côté de la passerelle de deux postes protégés par une plaque de blindage, avec des supports de mitrailleuses de 7.62 mm ou de 12.7 mm.
Ils disposent d’installations dédiées à la plongée, avec un vestiaire sec, un vestiaire humide, des espaces de stockage et d’entretien du matériel pour quatre nageurs de combat.
L'infirmerie comprend un lit médicalisé et une salle de soins avec trois places supplémentaires. En cas de besoin, il serait également possible de déployer un petit hôpital de campagne en utilisant des modules conteneurisés et en embarquant du personnel de santé.
Deux canons à eau pouvant projeter chacun 500 m3 par heure sont disposés au-dessus de la passerelle. Pour leur propre protection contre le feu en cas d’intervention sur un sinistre en mer, les B2M sont équipés d’un système de pulvérisation qui les enrobent d’un brouillard d’eau.
Ces bâtiments peut être employés dans la lutte contre la pollution maritime. Ils disposent en permanence d’une cuve contenant 10 000 litres de produits dispersants et peuvent embarquer des moyens conteneurisés, notamment des barrages flottants qu'ils peuvent mettre en place grâce à leurs drome.
Les bâtiments seront amenés à réaliser les traditionnelles « tournées administratives » Outre-mer. Des cabines passagers sont disponibles, notamment une chambre « Haute personnalités » pouvant héberger une autorité, ainsi qu'une salle de réunion disposant de moyens de communication pour un petit état-major.
L'autonomie à la mer est de trente jours sans ravitaillement. Deux équipages se relayant tous les quatre mois, leur permettent de naviguer jusqu’à 250 jours par an.

## Destination
La direction générale de l'Armement (DGA) a commandé le 30 décembre 2013 au groupement d'entreprise Piriou la construction de trois unités de ce type et a signé avec DCNS un contrat pour leur maintien en condition opérationnelle pendant six ans. La construction d'un quatrième bâtiment, qui avait été prévue en option, a été confirmée dans les mêmes conditions en mai 2015 à la suite de l'actualisation de la Loi de programmation militaire, la commande est passée début 2017. 
Ces quatre navires auxiliaires sont destinés à remplacer les BÂtiments de TRAnsport Léger (acronyme BATRAL) de la Classe Champlain, mis en service à partir de 1974. Contrairement aux BATRAL, ils n'ont pas de capacité amphibie (plageage).
Selon Chantal Péchoux, manager B2M à la DGA, leur mission sera : « Assurer l’ensemble des actions de l’État en mer : la surveillance et la protection des intérêts français dans les zones économiques exclusives (ZEE), la sauvegarde et l’assistance au profit des populations notamment en cas de catastrophes naturelles, la projection de forces de police ou de gendarmerie dans le cadre de la lutte contre l’immigration illégale, le narcotrafic, la piraterie ou encore la police des pêches. »
| Nom              | N°   | Construction  | Lancement       | Réception         | Mise en service  | Port d'attache    |
| ---------------- | ---- | ------------- | --------------- | ----------------- | ---------------- | ----------------- |
| D’Entrecasteaux  | A621 | 25 avril 2014 | été 2015        | 25 mars 2016      | 31 août 2016     | Nouméa            |
| Bougainville     | A622 | 2015          | 26 février 2016 | 16 septembre 2016 | 16 décembre 2016 | Papeete           |
| Champlain        | A623 | 2016          | 22 août 2016    | 2 décembre 2016   | 4 juillet 2017   | Pointe des Galets |
| Dumont d'Urville | A624 | juillet 2017  | 2018            | 5 avril 2019      | 17 avril 2020    | Fort-de-France    |

## Variante abandonnée
Une variante qualifiée de bâtiment multi-missions mutualisé (B3M), dérivé des B2M avec l'ajout d'une capacité brise-glace, destinée au ravitaillement des Terres australes et antarctiques françaises avait été envisagée pour remplacer deux bâtiments, le patrouilleur Albatros (désarmé depuis le 19 mai 2015) et le navire polaire L'Astrolabe. Ce projet a été finalement abandonné au profit d'un  navire de conception spécifique, désigné comme étant un « patrouilleur et navire logistique polaire » qui a repris le nom de L'Astrolabe à son entrée en service en 2017.

## Variante réalisée
Un navire dérivé de la classe des B2M a été réalisé par Piriou, le Dar al Beida (2018) pour la marine marocaine.